# Dopo di noi, il diluvio

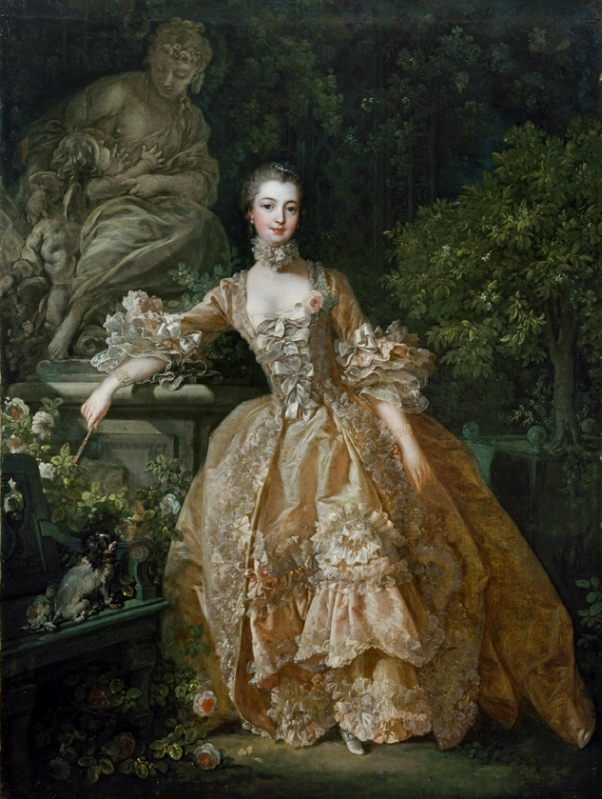
Madame de Pompadour a cui è attribuita la frase

Dopo di noi, il diluvio (si usa dire anche "la tempesta") è un modo di dire italiano ricalcato sul francese après nous, le déluge.
L'espressione, riferita a chi sente che dopo la propria morte (reale o metaforica) le cose andranno a finire male, dimostra lo scarso interesse per il destino altrui. Un altro significato può essere legato alla prossimità di una rivoluzione che potrebbe cambiare l'assetto istituzionale, per suggerire che dopo la caduta di un regime politico (ad esempio, la monarchia) non vi può essere che il caos e la devastazione.
È una frase attribuita a Madame de Pompadour, nata Jeanne-Antoinette Poisson, che intendeva sollevare il morale di Luigi XV, suo amante, dopo la sconfitta di Rossbach, invitandolo a non pensare alle drammatiche conseguenze. La versione après moi, le déluge, è attribuito a Luigi XV stesso, rivolto sempre a Madame de Pompadour, allo scopo di porre fine alle insistenti esortazioni di occuparsi attivamente degli affari dello stato.

## Usi moderni
Karl Marx scrisse nel Capitale (Vol. 1, Parte III, Capitolo 8, Sezione 5) che «Après moi, le déluge! è la parola d'ordine di ogni capitalista e di ogni nazione capitalista. Quindi il capitale non si cura della salute o della durata della vita del lavoratore, a meno che non sia costretto dalla società».
Fëdor Dostoevskij nel romanzo I fratelli Karamazov fa pronunciare la frase "Après moi, le déluge" al procuratore Ippolìt Kirìllovič durante il processo contro Dmìtrij Karamàzov con il quale stigmatizza i principi morali del padre di quest'ultimo, Fjòdor Pàvlovic Karamàzov, giudicato completamente disinteressato verso la sorte dei suoi figli.
Pasquale Panella riprende il modo di dire e lo trasporta nella canzone Il Diluvio di Lucio Battisti, contenuta nell'album Don Giovanni (1986).
Valéry Giscard d'Estaing, nel suo ultimo discorso prima di abbandonare l'Eliseo dopo la sconfitta elettorale del 1981, seguì un copione scenografico che fu definito evocativo della massima di madame de Pompadour.
La citazione è pronunciata dal couturier Valentino Garavani rivolto al collega Karl Lagerfeld anche nel docu-film del 2008 Valentino: The Last Emperor.
La stessa citazione è presente nella sesta e ultima puntata dello sceneggiato La Piovra 2 tra il commissario Corrado Cattani e il professor Laudeo.
Il titolo del film Le Déluge del 2024 fa espressamente riferimento alla citazione.